# Мильджинська установка підготовки газу
Мильджинська установка підготовки газу — виробничий майданчик у Томській області Росії.
В 1999-му почалась розробка Мильджинського газоконденсатного родовища, до комплексу облаштування якого увійшла установка підготовки газу. В 2011 – 2012 роках на неї також подали продукцію Північно-Васюганського, Північно-Останінського та Казанського нафтогазоконденсатних родовищ. В подальшому також стала можлива подача супутнього газу Шингінського, Урманського та Арчинського нафтових родовищ.
З проектом Мильджинська установка може щорічно приймати 5,4 млрд м3 газу (три лінії по 1,8 млрд м3). Також майданчик має дві лінії стабілізації конденсату річною потужністю по сировині по 236 тисяч тон. 
Продукцією установки є стабільний конденсат, пропан-бутанова фракція та товарний газ. Видача останнього відбувається по трубопроводу Мильджинське – Вертикос. Підготований конденсат транспортується по конденсатопроводу Мильджинське – Лугінецьке, а вилучена пропан-бутанова фракція – по продуктопроводу Мильджинське – Куйбишев.
Установка має власну електростанцію потужністю 7,2 МВт.